# American Idol (сезон 4)
Четвёртый сезон музыкального телешоу American Idol проходил с 18 января по 25 мая 2005 года. Судьями сезона были Саймон Ковелл, Пола Абдул и Рэнди Джексон, участвовавшие во всех предыдущих сезонах. Ведущий — Райан Сикрест. Победительницей сезона стала Кэрри Андервуд, которая впоследствии стала знаменитой кантри-певицей и обладательницей 5 Грэмми. Финалистом сезона стал Бо Байс.

## Финалисты
1. Кэрри Андервуд
2. Бо Байс
3. Вонзелл Соломон
4. Энтони Федоров
5. Скотт Сэвол
6. Константин Марулис
7. Анвар Робинсон
8. Надия Тернер
9. Никко Смит
10. Джессика Сьерра
11. Микала Гордон
12. Линдси Кардинале